# EtherCON
El EtherCON es un conector ethernet que proporciona soluciones para la transferencia de datos en situaciones difíciles y complejas. Estos conectores son especialmente apropiados para audio en red vía Ethernet, todo tipo de producciones audiovisuales, DMX, entre otras.
La serie EtherCON consta de machos para cable, hembra chasis, pasa-muros, adaptadores, así como modelos apantallados o con iluminación por LEDs. El macho para cable se presenta como una cubierta robusta metálica para cables con el RJ45 ya montado, han sido diseñados para cualquiera Cat 5e o Cat 6. Los conectores chasis hembra se basan en las existentes gamas de Neutrik A, B y D de XLR con pestaña de cierre, esta característica no es encontrada en chasis para RJ45 de otros fabricantes. Existen modelos para montarlos en PCB vertical u horizontal.